# Ariranha do Ivaí
Ariranha do Ivaí är en kommun i Brasilien.   Den ligger i delstaten Paraná, i den södra delen av landet, 1 000 km söder om huvudstaden Brasília. Antalet invånare är 2 453.
Trakten runt Ariranha do Ivaí består till största delen av jordbruksmark. Runt Ariranha do Ivaí är det glesbefolkat, med 13 invånare per kvadratkilometer.